# Zikanapis elegans
Zikanapis elegans är en biart som först beskrevs av Timberlake 1965.  Zikanapis elegans ingår i släktet Zikanapis och familjen korttungebin. Inga underarter finns listade i Catalogue of Life.